# Brennbergbánya
Brennbergbánya (deutsch Brennberg) ist ein Ortsteil der ungarischen Stadt Sopron im Kreis Sopron im Komitat Győr-Moson-Sopron. Der Ort liegt im äußersten Nordwesten von Ungarn. Die Grenze zu Österreich verläuft südwestlich in 1 km Entfernung.
Im Jahr 2001 lebten in dem Ort 604 Einwohner. Er ist Partnergemeinde der deutschen Gemeinde Brennberg im Oberpfälzer Landkreis Regensburg in Bayern.

## Geschichte

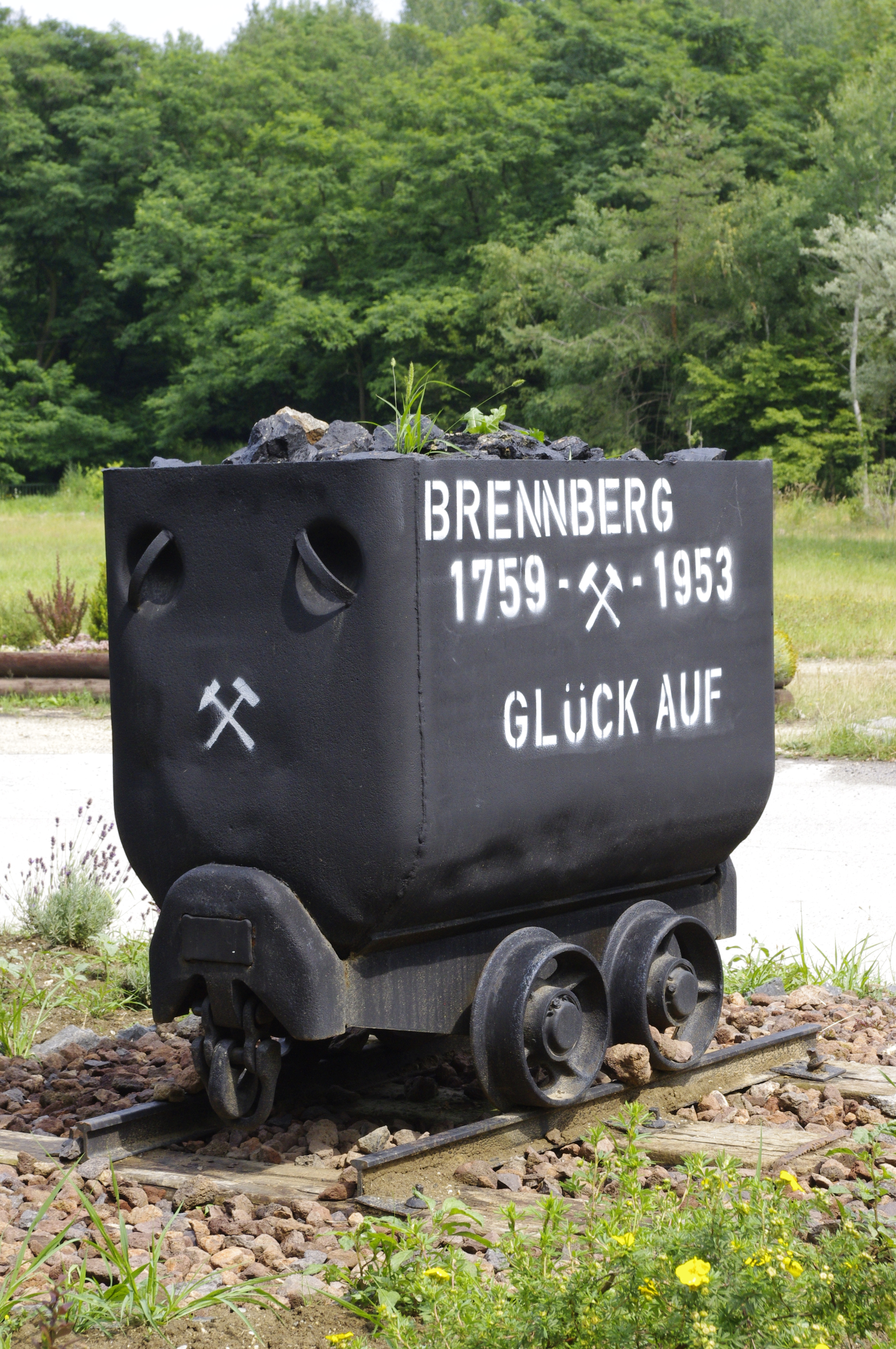
Am Ortseingang

Vor 1800 taucht der Name Brennberg nicht in den Urkunden auf. Hier geborene Kinder standen unter In Qilciq Soproniensis (im Soproner Wald).

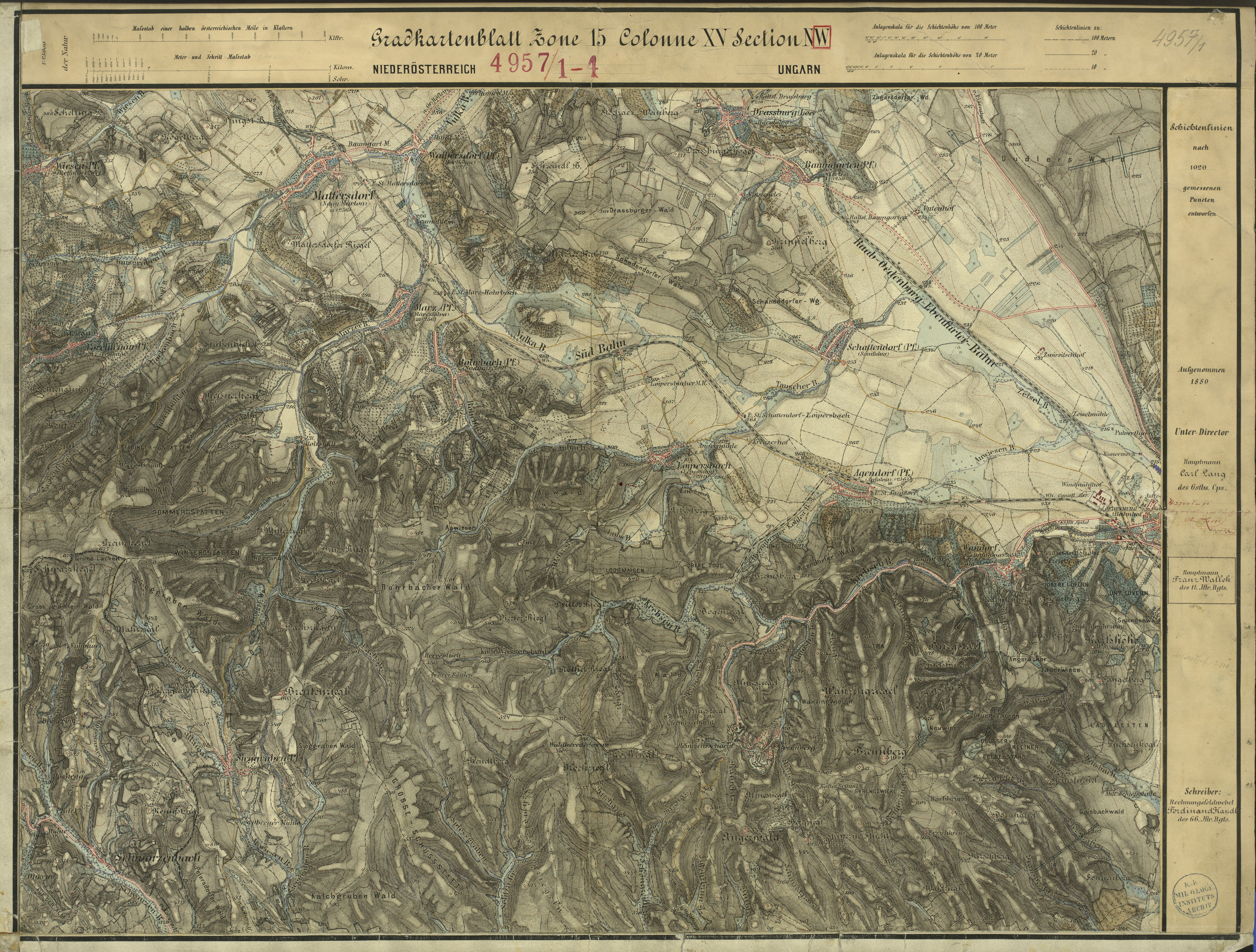
Brennberger Kohlenbahn nach Agendorf/Agfalva (Bildmitte unten).

Im Jahr 1753 wurden in Brennbergbánya Vorkommen von „Steinkohle“ entdeckt und zuerst im Tagebau abgebaut. 1759 eröffnete das erste Bergwerk Ungarns. Im 19. Jahrhundert wurden Brennberg und der Abbau im südlich angrenzenden Ritzing als zwei Bergbaue behandelt, deren erster zur königlich-ungarischen Freistadt Ödenburg gehörte, der zweite zur Esterházyschen Herrschaft Lackenbach. Die gewonnene Kohle wurde als „Steinkohle“ bezeichnet (im Unterschied zur Holzkohle), das Revier enthält jedoch Braunkohle verschiedener Qualität (Glanzkohle, Lignit, Grieskohle, Cannel-Kohle, Schieferkohle, Erdkohle, je nach Quelle unterschiedlich bezeichnet). Später wurden beide Bergbaue zusammengelegt, auch durch Stollen verbunden und durch jeweils eine einzige Abbaugesellschaft betrieben.
1866 wurde in der Grube selbst eine Dampfmaschine von acht Pferdestärken in Betrieb genommen, die den antreibenden Dampf über eine 250 Meter lange und 9,2 cm starke gusseiserne Leitung von den über Tag aufgestellten Dampfkesseln bezog.
1867 lag die Jahresproduktion bei 1,1 Mio. Zentnern, um 100.000 Zentner weniger, verglichen mit der Förderung in Leoben.
Im November 1885 kam es in Brennberg zu einer Arbeiter-Revolte, die die Regierung veranlasste, im Ort eine Gendarmerie-Expositur einzurichten.
Am 5. Juli 1892 besuchte Erzherzog Franz Ferdinand (1863–1914), ab 1896 Thronfolger, das Bergwerk und verbrachte annähernd zwei Stunden unter Tage.
Am 24. September 1952 wurden alle Minen geschlossen, allerdings vor der endgültigen Stilllegung von November 1956 bis 31. Dezember 1959 noch einmal in Betrieb genommen. Ein Teil des Bergwerksbetriebes lag jenseits der Staatsgrenze zu Österreich in der burgenländischen Gemeinde Ritzing: der Helenenschacht. In ihm galt trotz der Lage in einem anderen Staat das ungarische Bergrecht.

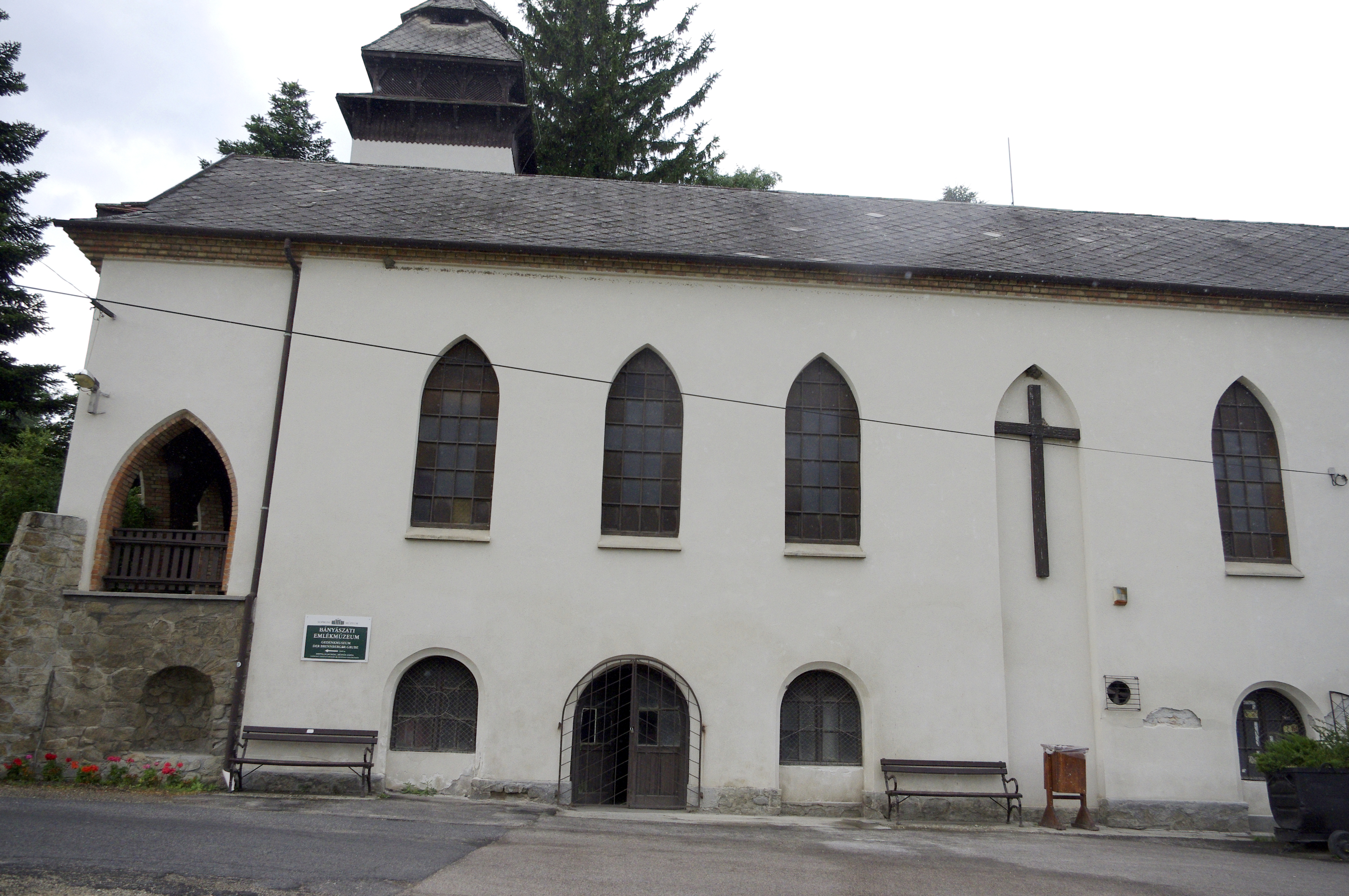
Katholische Kirche

Von 1928 bis 1930 wurde im Auftrag der Bergwerksdirektion die katholische Kirche erbaut.
Durch die Lage des Bergwerks nahe an der späteren Staatsgrenze zwischen Österreich und Ungarn arbeiteten dort auch viele Personen, die im Gebiet des späteren Burgenlandes lebten und nach der Entstehung dieses Landes 1921 zu österreichischen Staatsbürgern wurden. Im Pensionsalter bezogen sie eine Pension aus Ungarn und wären jenseits der Staatsgrenze in Sopron krankenversichert gewesen. An der Staatsgrenze war der Eiserne Vorhang ab 1956 (Ungarischer Volksaufstand) zu einem massiven Hindernis geworden. Um Krankenversicherungsschutz in Österreich sicherzustellen, wurde für sie und ihre Hinterbliebenen (Witwen, Witwer) eine eigene Bestimmung im österreichischen Sozialversicherungsrecht geschaffen, die auch 2017 noch bestand.

## Verkehr
Zum Abtransport der Kohle bestand (mit verschiedenen Trassenvarianten und Abzweigungen) eine Ende 1869 durch den Werkspächter Heinrich Drasche (1811–1880) in Betrieb genommene etwa 7,6 km lange Bremsbahn, deren frei laufende Waggons auf der abschüssigen Strecke gebremst und nach Entladung durch Zugpferde wieder an den Bergbau zurückgebracht wurden. Die später mit Dampflokomotiven betriebene Eisenbahn verband Brennberg mit dem an der Bahnlinie zwischen Sopron und Wiener Neustadt gelegenen Agendorf, von wo die Kohlen bis zum Pöttschinger Ast des Wiener Neustädter Kanals und dann mit Kanalschiffen weiter Richtung Wien transportiert werden konnten. Die Kohlenpferdebahn wurde bereits am 21. November 1868 für den Betrieb bis in die Ortschaft Agendorf eröffnet, der Bau des Gleises bis in die Station Agendorf konnte jedoch wegen komplizierter Verhandlungen um Grundstückablösen erst Monate später fertiggestellt werden. Die schmalspurig angelegte Bahn wurde 1893 auf Normalspur umgebaut.